# Gaudichaudia hexandra
Gaudichaudia hexandra är en tvåhjärtbladig växtart som först beskrevs av Franz Josef Niedenzu, och fick sitt nu gällande namn av Chod.. Gaudichaudia hexandra ingår i släktet Gaudichaudia och familjen Malpighiaceae. Inga underarter finns listade i Catalogue of Life.